# Money Means Nothing
Money Means Nothing é um filme de comédia produzido no Reino Unido, dirigido por Herbert Wilcox e lançado em 1933.

## Sinopse
Mordomo recebe uma herança e planeja casar sua filha com seu jovem patrão.